# Skjeggestadåsen
Skjeggestadåsen är en tätort i Tønsbergs kommun i Vestfold fylke i sydöstra Norge. Orten ligger vid fylkesväg 35, väster om Europaväg 18, nordväst om staden Tønsberg.
Tidigare har orten tillhört dåvarande Ramnes kommun, därefter dåvarande Re kommun.